# Emilio Reus
Emilio Reus (Madrid, 1858 - † Montevideo, 1891) va ser un empresari espanyol que va emigrar primer a l'Argentina, el 1885, i després a l'Uruguai, on va morir als 32 anys.

## Biografia
Reus va néixer i va viure a Madrid fins als 27 anys. Va ser catedràtic de la universitat el 1880 i diputat un any més tard. Mantenia una amistat amb la reina d'Espanya, Isabel II, cosa que li va permetre entrar en contacte amb importants empresaris de l'època.
El 1885 va arribar a Buenos Aires, on va treballar com periodista i economista. Si bé va tenir prosperitat econòmica durant un temps, aviat va entrar en crisi financera i va decidir anar-se'n a Montevideo a bord d'un vaixell de vapor. A l'Uruguai va comptar amb el suport del Banco Nacional i d'un grup d'obrers amb els quals va treballar en l'edificació d'habitatges residencials. La seva obra va causar impacte en l'arquitectura tradicional del país, en un període que avui es coneix com a època de Reus.
No obstant això, altres dels seus últims projectes van fracassar, els obrers van entrar en vaga, i li van envair els deutes. Va morir poc temps després en la pobresa.